# Dimorphanthera napuensis
Dimorphanthera napuensis là một loài thực vật có hoa trong họ Thạch nam. Loài này được P.F.Stevens mô tả khoa học đầu tiên năm 1977.